# Vorstendom Querfurt
Querfurt was een tot de Opper-Saksische Kreits behorend vorstendom binnen het Heilige Roomse Rijk.
De heerlijkheid Querfurt was sinds 1137 een leen van het prinsbisdom Maagdenburg. Toen de heren van Querfurt in 1496 uitstierven, kwam Querfurt dus bij het prinsbisdom.
Bij de Vrede van Praag in 1635 moest het prinsbisdom Querfurt, Jüterbog, Dahme en Burg afstaan aan het keurvorstendom Saksen. Keurvorst Johan Georg I droeg het beheer van deze gebieden in 1650 over aan zijn zoon hertog August van Saksen-Weißenfels.

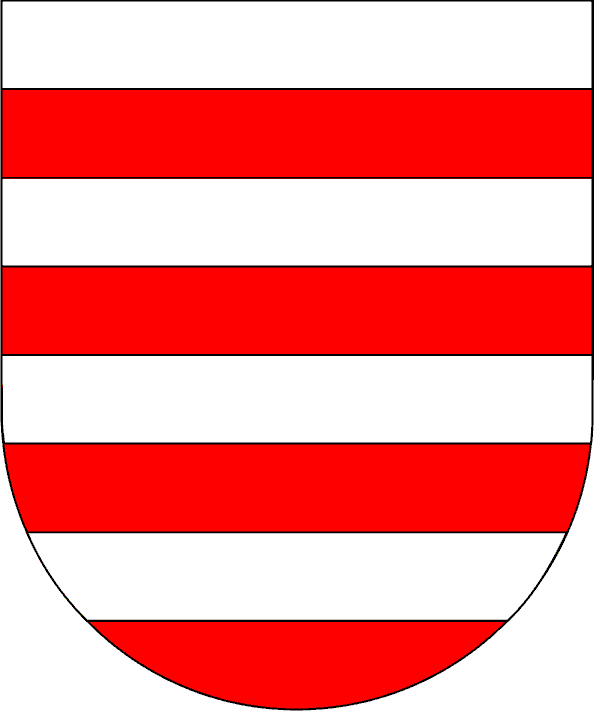
vorstendom Querfurt

Op 17 februari 1663 werd een verdrag gesloten, waardoor een zelfstandig vorstendom Saksen-Querfurt ontstond. Het vorstendom werd onafhankelijk van het keurvorstendom Saksen, was rijksvrij en was vertegenwoordigd in de Opper-Saksische Kreits. Querfurt was niet vertegenwoordigd in de Rijksdag.
Aan een twist met het keurvorstendom Brandenburg werd in 1687 een eind gemaakt. Het vorstendom werd bevrijd van leenbanden met Brandenburg in ruil voor de overdracht van Burg aan Brandenburg.
Na het uitsterven van het huis Saksen-Weißenfels in 1746 kwam het vorstendom aan het keurvorstendom Saksen.
Paragraaf 32 van de Reichsdeputationshauptschluss van 25 februari 1803 kende de keurvorst een zetel toe voor het vorstendom Querfurt in de raad van vorsten van de Rijksdag.
Het Congres van Wenen van 1815 voegde het vorstendom bij het koninkrijk Pruisen.

## Bezittingen
Het vorstendom vormde geen aaneengesloten geheel en bestond uit drie ambten die afkomstig waren van het prinsbisdom Maagdenburg (Querfurt, Jüterbog en Dahme) en drie ambten die afkomstig waren van het graafschap Mansfeld (Heldrungen, Wendelstein en Sittichenbach). Na de vereniging met Saksen in 1746 werden de ambten Wendelstein en Sittichenbach herenigd met de Thüringer Kreis.

## Regenten
| regering     | naam           | geboren   | overleden | familie |
| ------------ | -------------- | --------- | --------- | ------- |
| 1650/63-1680 | August         | 13-8-1614 | 4-6-1680  |         |
| 1680-1697    | Johan Adolf I  | 2-11-1649 | 24-5-1697 | zoon    |
| 1697-1712    | Johan Georg    | 13-7-1677 | 16-3-1712 | zoon    |
| 1712-1736    | Christiaan     | 23-2-1682 | 28-6-1736 | broer   |
| 1736-1746    | Johan Adolf II | 4-9-1685  | 16-5-1746 | broer   |